# Together (Country-Joe-and-the-Fish-Album)
Together ist das dritte Album von Country Joe and the Fish. Es wurde 1968 veröffentlicht und erreichte in den Billboard 200 Platz 23 und damit die beste Platzierung der Gruppe.
Anders als die anderen Alben wurde Together nicht überwiegend von Country Joe McDonald bestimmt, sondern auch die anderen Gruppenmitglieder brachten sich kompositorisch und gesanglich stark mit ein.

## Titelliste
1. Rock and Soul Music  (Barthol, Cohen, Hirsh, McDonald, Melton) – 6:54
2. Susan  (Hirsh) – 3:31
3. Mojo Navigator  (McDonald, Melton) – 2:27
4. Bright Suburban Mr. & Mrs. Clean Machine  (Hirsh, Melton) – 2:22
5. Good Guys/Bad Guys Cheer/The Streets of Your Town  (Melton) – 3:42
6. The Fish Moan  – 0:28
7. The Harlem Song  (McDonald) – 4:22
8. Waltzing in the Moonlight  (Hirsh, Melton) – 2:16
9. Away Bounce My Bubbles  (Hirsh) – 2:28
10. Cetacean  (Barthol) – 3:41
11. An Untitled Protest  (McDonald) – 2:46

## Besetzung
- Country Joe McDonald (Gitarre/Gesang)
- Barry „Fish“ Melton (Gitarre/Gesang)
- David Bennett Cohen (Orgel/Gitarre)
- Bruce Barthol (Bass/Gesang)
- Gary „Chicken“ Hirsh (Schlagzeug/Gesang)